# Самохино (Волгоградская область)
Самохино — село в Октябрьском районе Волгоградской области России, в составе Жутовского сельского поселения.
Население — 219 (2010)

## История
Дата основания не установлена. Согласно памятной книжке Астраханской губернии на 1914 года хутор Самохин относился к Аксайской волости Черноярского уезда Астраханской губернии, в хуторе имелось 59 дворов, проживало 224 души мужского и 222 женского пола.
В 1919 году в составе Черноярского уезда село было включено в состав Царицынской губернии (с 1925 года — Сталинградской губернии, с 1928 года — Нижне-Волжского края, с 1934 года — Сталинградского края).

## География
Село расположено в степной зоне на северо-западе Ергенинской возвышенности, относящейся к Восточно-Европейской равнине, при балке Самохина (бассейн реки Аксай Есауловский), на высоте около 120 метров над уровнем моря. Рельеф местности холмисто-равнинный, осложнён балками и оврагами. Почвы — каштановые солонцеватые и солончаковые.
По автомобильным дорогам расстояние до областного центра города Волгограда составляет 150 км, до районного центра посёлка Октябрьский — 26 км, до административного центра сельского поселения села Жутово 2-е — 10 км.
Часовой пояс
Самохино, как и вся Волгоградская область, находится в часовой зоне МСК (московское время). Смещение применяемого времени относительно UTC составляет +3:00.

## Население
| 2002 |
| ---- |
| 285  |

| 1914 | 2010 |
| ---- | ---- |
| 446  | ↘219 |

### Известные жители
- Великородный, Иван Николаевич (1917—1985) — участник Великой Отечественной войны, Герой Советского Союза (1945).
- Дуенко, Василий Григорьевич (1921—1944) — сожжён в фашистском плену, Герой Советского Союза (1945).